# Hueytown
Hueytown är en stad (city) i Jefferson County, i delstaten Alabama, USA. Enligt United States Census Bureau har staden en folkmängd på 16 116 invånare (2011) och en landarea på 50,4 km².